# Transfert (psychanalyse)
Pour les articles homonymes, voir Transfert.
Le transfert (Übertragung en allemand, transference en anglais) en psychanalyse désigne un processus au cours duquel des sentiments ou des désirs inconscients envers les premiers objets investis dans l'histoire d'un sujet — le plus souvent les parents —, se trouvent reportés sur une autre personne.

La cure psychanalytique est le lieu privilégié de l’émergence et de l'analyse du transfert sur l'analyste.

## Historique et définition
Le mot « transfert » (Übertragung en allemand, transference en anglais) ne relève pas au premier abord du vocabulaire psychanalytique. Son sens général est voisin de celui de « transport ». Il sous-entend toutefois l'idée d'un « déplacement de valeurs, de droits, d'entités plutôt qu'un déplacement matériel d'objets ». Un exemple pourrait être celui du « transfert de fonds ».
Lorsque Sigmund Freud, dans L'Interprétation du rêve, « parle de “transfert”, de “pensées de transfert”, il désigne par là un mode de déplacement ».
Jean Laplanche et Jean-Bertrand Pontalis désignent le transfert en psychanalyse comme un « processus par lequel les désirs inconscients s'actualisent sur certains objets dans le cadre d'un certain type de relation établi avec eux », ce qui est « éminemment » le cas « dans le cadre de la relation analytique ». On assiste dans le transfert à « une répétition de prototypes infantiles vécue avec un sentiment d'actualité marqué ».
Dans l'histoire de la psychanalyse, Freud est amené à observer le phénomène du transfert « à l'occasion de l'échec du traitement cathartique d'Anna O. avec J. Breuer », ce qui va le faire renoncer à l'hypnose.
L'une des difficultés de la définition du transfert en psychanalyse tient à l'extension de la notion chez de nombreux auteurs : selon Jean Laplanche et Jean-Bertrand Pontalis, la notion va jusqu'à englober « l'ensemble des phénomènes qui constituent la relation du patient au psychanalyste », si bien qu'elle « véhicule, bien plus que toute notion, l'ensemble des conceptions de chaque analyste sur la cure » :
• D'après Élisabeth Roudinesco et Michel Plon, c'est à partir de sa mise en évidence, des problèmes qu'il a posés dans le déroulement de la cure et des théorisations qui en ont découlé, que la psychanalyse s'est distinguée des autres formes de psychothérapies. Toujours chez ces auteurs, le terme désigne, à la suite de Sigmund Freud et Sándor Ferenczi, « un processus constitutif de la cure psychanalytique par lequel les désirs inconscients de l’analysant concernant des objets extérieurs viennent se répéter, dans le cadre de la relation analytique, sur la personne de l’analyste mise en position de ces divers objets. ».
• Selon Daniel Lagache, « le transfert en psychanalyse, est essentiellement le déplacement d’une conduite émotionnelle par rapport à un objet infantile, spécialement les parents, à un autre objet ou à une autre personne, spécialement le psychanalyste au cours du traitement ».
• Francis Pasche définit ainsi le transfert au sens large : « La reviviscence de désirs, d'affects, de sentiments éprouvés envers les parents dans la prime enfance, et adressés cette fois à un nouvel objet, et non justifiés par l'être et le comportement de celui-ci. ».
• Selon Horacio Etchegoyen : « Le transfert est une relation d'objet particulière, d'origine infantile, de nature inconsciente (processus primaire) et par conséquent irrationnelle, qui confond le passé avec le présent, ce qui lui confère son caractère de réponse inadaptée, déplacée, inadéquate. Le transfert en tant que phénomène du système ICS, appartient à la réalité psychique, au fantasme et non à la réalité factuelle. Cela signifie que les sentiments, les pulsions et les désirs qui apparaissent dans un moment présent et par rapport à une personne déterminée (objet) ne peuvent être expliqués d'après les aspects réels de cette relation mais, en revanche en les référant au passé ».

## Le transfert dans l'œuvre de Freud
Cette section ne s'appuie pas, ou pas assez, sur des sources secondaires ou tertiaires indépendantes du sujet. Le texte peut contenir des analyses inexactes ou inédites de sources primaires.
Pour l'améliorer, ajoutez-en, ou placez des modèles {{Source secondaire souhaitée}} ou {{Source secondaire nécessaire}} sur les passages mal sourcés. (janvier 2024)

### Avant Freud: magnétiseurs et hypnotiseurs
Selon le psychologue clinicien Jean-Yves Flament : 

« Le transfert est un concept majeur de Sigmund Freud, qu'il a commencé à aborder, au cours de son travail avec Josef Breuer, avec des personnes hystériques et qu'il a développé tout au long de sa pratique, notamment avec l'analyse d'Ida Bauer, dans ses écrits sur les conseils aux analystes jusqu'à la seconde topique de 1920 et dans ses écrits ultérieurs. Il en a fait l'un des piliers de la psychanalyse.
Le transfert est, d'abord et avant tout, un phénomène humain qui s'éprouve à des degrés variables dans toutes les relations entre individus. C'est évidemment dans la relation magnétiseur-magnétisé puis dans la relation hypnotiseur-hypnotisé (électivité des somnambules) et enfin, de nos jours de manière moins flagrante, dans la relation médecin-malade qu'il s'éprouve. Ce point est déjà évoqué par des hypnotistes, des magnétiseurs dont Puységur : « après la guérison, "complète", les anciens malades traités par le magnétisme sont susceptibles quelque temps encore de revenir à l'état somnambulique, s'ils entrent dans la chambre du traitement ou s'ils s'approchent de la personne qui les a magnétisés » (Puységur, 1986, p.XXI).
En introduisant cette notion de transfert, les physiologistes E.H. Weber (1834) puis Rudolf Kleinpaul (1884) ont ainsi mis en évidence l'importance de la notion de représentation dans l'effort d'apprentissage. E.H Weber envisageait le transfert comme une facilitation d'une activité et Rudolf Kleinpaul comme le passage d'un langage de geste et d'image à un langage de mots. Là où l'œuvre de Freud se démarque des visions, soit expérimentales soit impressionnistes, qui prédominaient, c'est lorsqu'à partir de ses expériences cliniques, il songe à le théoriser puis à en faire « le moteur de la cure ». Il ne s'agit plus seulement de constater le phénomène du transfert, de le dénoncer, de le déplorer ou de le favoriser en le manipulant, mais surtout de l'analyser »

### L’amour de transfert, une des premières découvertes de la psychanalyse
Freud traite du transfert dès 1895, qu'il considère alors  comme un obstacle au travail de l’analyse, avant de considérer qu’il est en fait aussi, de façon paradoxale, à proprement parler, la cheville ouvrière de l’analyse. C’est ce paradoxe qui fait la difficulté de l’approche de ce concept.
Dans les Études sur l’hystérie, le premier ouvrage de Freud écrit en collaboration avec Breuer, on voit apparaître ce transfert pour la première fois, sous la forme d’une résistance à l’analyse :
« Il me reste enfin à traiter un sujet auquel incombe, dans la réalisation de cette analyse cathartique, un rôle important et gênant. »  « J’ai déjà fait allusion au rôle considérable que joue la personne du médecin dans la création des motifs servant à surmonter la puissance psychique des résistances. » Freud appelle résistance tout ce qui fait obstacle à la reconnaissance du désir inconscient et aux souvenirs d’enfance qui ont conditionné l’inscription de ce désir dans son lien au désir des parents. « Dans bien des cas, poursuit-il, et principalement chez les femmes, et lorsqu’il s’agit d’expliquer des associations de pensées érotiques, la collaboration des patients devient un sacrifice personnel qu’il faut compenser par quelques succédanés d’amour. Les efforts du médecin, son attitude de bienveillante patience doivent constituer des succédanés suffisants. »
Dans cette formulation de Freud, certains trouvent déjà, entre l’amour de transfert et ce « succédané d’amour » que l’analyste devrait être en mesure de donner à son analysant, les prémices de ce que Lacan appellera plus tard « le désir du psychanalyste » ainsi d’ailleurs que la définition qu’il a donnée du transfert comme étant « la mise en acte de la réalité de l’inconscient » dans son lien au désir du psychanalyste. Cette réalité étant posée comme sexuelle. De ce point de vue, c'est à partir de cette définition lacanienne du transfert comme mise en acte de la réalité de l'inconscient que ce concept d'abord découvert comme obstacle devient la cheville ouvrière du processus analytique, garant de son efficacité.
Freud reprendra quelques années plus tard la bi-valence du transfert dans son texte intitulé « Observations sur l'amour de transfert » et il met en garde les analystes des dangers qu'il y aurait à  céder aux amours de contre-transfert.

### «Le maniement du transfert»
Dans son texte « Observations sur l’amour de transfert », écrit en 1915, Freud décrit les mésaventures qui peuvent arriver à un jeune analyste inexpérimenté lorsqu’il se trouve aux prises avec les flambées de l’amour de transfert, amour qui est provoqué par la situation analytique elle-même. Il indique donc comment s’y prendre avec cet événement inévitable mais pourtant difficile à gérer.
« Parmi toutes les situations qui se présentent, je n’en citerai qu’une particulièrement bien circonscrite, tant à cause de sa fréquence et de son importance réelle que par l’intérêt théorique qu’elle offre. Je veux parler du cas où une patiente, soit par de transparentes allusions, soit ouvertement fait comprendre au médecin que, comme toute simple mortelle, elle s’est éprise de son analyste. Cette situation comporte des côtés pénibles et comiques et des côtés sérieux… elle est si complexe, si inévitable, si difficile à liquider que son étude est depuis longtemps devenue une nécessité vitale pour la technique psychanalytique. »
Le concept de transfert possède une certaine polyvalence dans le texte même de Freud :
1. il est d’abord transport amoureux de l’analysant pour l’analyste, c’est l’amour de transfert, dans son usage le plus courant.
2. Il est aussi, dans la métapsychologie freudienne, qui concerne les mécanismes de formation des symptômes, le mécanisme même de cette formation : il y a « transfert », par déplacement de l’affect d’une représentation refoulée sur une représentation substitutive - (Les psychonévroses de défense in Névrose, psychose et perversion, PUF).
3. Mais c’est aussi, et c’est le sens premier que Freud lui donne dans l’« Interprétation des rêves », la « transcription d’une langue dans une  autre »[16] Quand cette transcription se fait dans le sens du  contenu latent du rêve à son contenu manifeste, le transfert rend compte de la fabrication d’un rêve. Dans l’autre sens, du contenu manifeste à son contenu latent, ce même transfert, toujours pris dans le sens de traduction d’une langue dans une autre, livre le secret  de ce qu’est « l’interprétation » du rêve.

Ce que Freud appelle « maniement du transfert », c’est donc, pour l’analyste, l’art de manier ces trois sens du mot, ce transfert d’amour pour l’analyste, ce transfert des affects qui provoquent les manifestations des symptômes pour arriver enfin à cette traduction d’une langue dans une autre qui consiste à retrouver la langue du désir inconscient. Manier le transfert, pour l’analyste, c’est donc savoir interpréter les rêves, les symptômes mais aussi les actes de ses analysants malgré et grâce à cet amour de l’analysant éprouvé pour l’analyste.
À noter, que sous ces amours de transferts ainsi mises en avant, se cachent aussi de vigoureuses haines de transfert, non moins encombrantes pour le travail analytique.

### Un processus habituel dans les relations humaines
En transposant la notion de transfert dans la cure psychanalytique, Freud cherche d'abord dans les Études sur l'hystérie à comprendre ce qui résiste chez les patients dans la cure analytique, c’est-à-dire ce qui empêche le patient d'atteindre le but qu'il s'était fixé en venant consulter.
Freud rappelle d'abord que le transfert qu'il décèle dans la cure psychanalytique n'est qu'une exacerbation de phénomènes que l'on rencontre souvent dans la vie courante : « La faculté de concentrer l'énergie libidinale sur des personnes doit être reconnue à tout homme normal. La tendance au transfert que nous avons rencontré dans les névroses (…) ne constitue  qu'une exagération extraordinaire de cette faculté générale. ». Mais dans le dispositif établi entre le psychanalyste et le patient, cette capacité générale au  transfert prend un tour particulier : elle tend à  se focaliser sur la personne du psychanalyste. Ceci  s'explique notamment par l'attente de guérison qui a motivé la cure. Le patient plaçant ses espoirs dans le psychanalyste se trouve placé comme en position infantile à l'égard de celui-ci. Cette analogie avec la situation première du sujet, quand celui-ci dépendait de l'amour de ses parents pour survivre va déclencher une série  d'associations, de résistances tout en constituant un moteur qui va faciliter le dénouement des symptômes.

### Transfert et répétition
Le transfert n'est pourtant pas une pure répétition de la situation parentale. Au contraire, la demande de cure est, déjà, une prise de conscience explicite ou implicite, que quelque chose se répète dans la vie du sujet. La demande de cure est donc un premier coup d'arrêt à cette répétition vécue comme subie jusqu'alors. À partir de l'entrée en cure, les symptômes, même répétés, sont interrogés et examinés d'une autre façon, ils ne sont plus seulement pures répétitions mais aussi variations autour d'un même problème, d'une même matrice intervenant dans la vie du sujet. En effet, dans la cure, les symptômes sont parlés, racontés, ils sont l'objet d'un effort d'élucidation qui leur donne un autre statut, ils sont représentés, élaborés et perlaborés.

### Transfert et amour
Il en est de même de l'amour de transfert. Ce  qui motive le patient c'est "l'amour de la vérité" nous dit Freud. Le transfert n'est qu'un moyen d'y parvenir — et parfois un obstacle. C'est en effet dans le cadre de ce transfert que vont se réveiller chez le névrosé les dimensions non résolues de la situation œdipienne. Mais là  encore, il ne saurait s'agir  d'une pure répétition car c'est au psychanalyste qu'a affaire le patient. Dans la mesure où le désir de l'analyste reste énigmatique, le rapport identificatoire qui avait été d'abord établi peut se dissoudre et le  risque de dépendance qu'a pu craindre (et parfois désirer) le sujet peut être dépassé
.

## Le transfert chez Lacan
Jacques Lacan transforme à sa manière la conception freudienne du transfert, en y rajoutant quelques points.
Lacan oppose le « transfert symbolique » au « transfert imaginaire » :
- le transfert est d’ordre symbolique, car sa force se trouve dans la fonction où l’analysant pose l’analyste, qu’il l’aime ou le déteste est secondaire. Le transfert est fondamentalement en lien avec un autre connaissant. Sachant que l’analyste est un « sujet supposé savoir », pour Lacan le transfert n’est autre que de « l’amour qui s’adresse à du savoir ».
- le transfert dit imaginaire est un obstacle, dans le sens où ce n’est qu’immobilisme du sujet. En effet, le sujet agit dans l’analyse pour ne pas avoir à dire, et plus le sujet résiste, et plus la répétition s'oblige à lui.

## Évolutions récentes du concept en psychanalyse

### Le contre-transfert précède le transfert
Michel Neyraut dans son livre Le Transfert (1974) propose la précession du contre-transfert, précédant la situation analytique et "prenant sa vraie dimension que d'être confronté aux sollicitations internes nées de la situation analytique".

### Séduction et transfert
Jean Laplanche reprend la première théorie de la séduction abandonnée par Freud en 1897. Avec la « théorie de la séduction généralisée », posée en 1987 dans Nouveaux fondements pour la psychanalyse — La séduction originaire, Laplanche étend « la théorie de la séduction freudienne à la genèse de l'inconscient en général »: il s'agit de l'inconscient comme  « refoulé ». Le « message énigmatique » ou « compromis avec l'inconscient de l'autre (adulte) », adressé par le(s) parent(s) à l'enfant, est « à traduire » pour l'enfant de la sexualité infantile. La « notion de traduction » donne un « modèle » du refoulement. Ce processus se rejoue dans la relation analyste-patient. « Il y a un transfert originaire dans l'enfance » et « le transfert analytique serait à concevoir non pas comme un décalque mais comme une reprise de ce processus de transfert originaire », précise Laplanche. C'est en ce sens qu'il entend parler de « transfert de transfert, et de la transcendance du transfert ». La transcendance de transfert est « à concevoir à la fois comme transcendance en deçà et transcendance au-delà ».

### La chimère transférentielle
Le concept de la chimère des inconscients est avancé par Michel de M'Uzan pour décrire une modalité particulière du contre-transfert où le psychanalyste est aux prises avec un type de pensée qu'il a appelée « pensée paradoxale », soit une pensée se présentant comme venant de l'entre-deux du transfert plus que de la psyché même de l'analyste. Le concept de chimère transférentielle a été développé à partir de cette idée comme nouvelle réalité se développant dans l'espace transféro-contre-transférentiel.

### Le transfert adhésif
La psychanalyste d'enfants Frances Tustin s'est plus particulièrement penchée sur une modalité singulière du transfert que, selon Geneviève Haag, elle décrit comme un « transfert adhésif ». Selon Pierre Delion, le transfert adhésif correspondrait à une manifestation des mécanismes d'idenfication adhésive pathologique chez les enfants autistes. Ce mécanisme aurait lieu en réponse aux angoisses archaïques (agonies primitives) de l'enfant, notamment la peur de "tomber sans cesse". Cette modalité particulière du transfert peut alors se manifester à travers un agrippement physique du soignant. Ces comportements d'agrippement peuvent inscrire des "adhésiles", nom donné par Delion aux traces physiques laissées par ces moments d'adhésion et qu'il conceptualise comme des formations de l'inconscient de l'enfant, qui témoignent du niveau d'angoisse et des mécanismes de défenses mis en place.

### La psychose de transfert
Pendant longtemps les psychanalystes ont pensé que le transfert était uniquement une affaire de névrose, la névrose de transfert telle que décrite par S. Freud. Depuis il a été décrit des modalités de transfert particulières au travail psychanalytique avec les psychotiques, ces modalités pouvant d'ailleurs se retrouver avec des patients non psychotiques, ce qui a conduit de nombreux analystes à penser qu'il existe en chacun une part psychotique de la personnalité. Les auteurs les plus cités sont Harold Searles, Salomon Resnik, Frieda Fromm-Reichmann, etc., des psychanalystes souvent influencés par Melanie Klein.
Jean Oury propose la notion de « transfert dissocié » à partir de celle de « transfert multiréférentiel » de François Tosquelles pour illustrer le fait que la personne psychotique ne peut "transférer" sur un seul psychanalyste (comme cela se passe dans une cure type) mais plutôt sur l'ensemble des différentes figures d'une institution (psychiatres, psychologues, infirmiers, autres patients).

### «La constellation transférentielle»
D'après l'ouvrage du pédopsychiatre et psychanalyste Pierre Delion, la « constellation transférentielle »  est une notion déterminante de la psychothérapie institutionnelle : c'est « l’élément de base de l’institution pour soigner les pathologies archaïques telles que l’autisme, la psychose et la schizophrénie ». Il s'agit de l’ensemble des soignants qui sont au contact du patient, c'est donc un travail d'équipe en même temps qu'un travail au long cours. « Qui est au contact de ce patient ? » est la question qui se pose ensemble quand les personnes concernées acceptent de se réunir ensuite pour en parler. D’autres éléments peuvent aussi s'ajouter à cette constellation transférentielle d’êtres humains, comme des animaux ou des objets qu'un patient investit particulièrement.

#### Textes sources
- Sigmund Freud, Josef Breuer, Études sur l'hystérie
- Sigmund Freud,
  - Dora : fragment d'une analyse d'hystérie (trad. de l'allemand par Cédrick Cohen Skalli), Paris, Payot & Rivages, 2009 (1re éd. 1905), 227 p. (ISBN 978-2-228-90496-4, OCLC 608181357).
  - L'Amour de transfert, et autres essais sur le transfert et le contre-transfert, Paris, Payot, coll. "Petite Bibliothèque Payot", 2017  (ISBN 9782228919135)
  - Cinq psychanalyses (Dora) (Dora: Fragment d'une analyse d'hystérie, PUF - Quadrige, 2006,  (ISBN 2130557848))
  - La Technique analytique, Observation sur l'amour de transfert, PUF.
  - La Technique psychanalytique (Remémoration, répétition et élaboration), (La dynamique du transfert)
  - Résultats, idées, problèmes tome 2 (L'analyse avec fin et l'analyse sans fin)
- Sándor Ferenczi : Transfert et introjection, 1909, in Psychanalyse I, Payot, 1968.
- Melanie Klein : Le Transfert et autres écrits, PUF, 1995,  (ISBN 2130472206)
- Jacques Lacan,
  - Le Séminaire, livre VIII, « Le transfert » (1960-1961), Paris, Seuil, 1991
  - Le Séminaire, livre XI, "Les quatre concepts fondamentaux de la psychanalyse" (1964), séance du 15 avril 1964, Paris : Seuil, 1973.
  - Jacques Lacan. Intervention sur le transfert in Ecrits. Paris : Le Seuil, 1966.

#### Études
(Dans l'ordre alphabétique des noms d'auteurs) :
- Paul-Laurent Assoun : Leçons psychanalytiques sur le transfert, Anthropos, 2006. (ISBN 2-7178-5211-5)
- Maurice Bouvet : "Résistances, Transfert", Écrits didactiques, in Œuvres psychanalytiques, T.2 Payot, 1968.
- Armand Marie Jacques de Chastenet de Puységur, Mémoires pour servir à l'établissement du magnétisme animal (1786). Présentation de G. Lapassade et P. Pédelahore (1986).
- Roland Chemama (dir.), Dictionnaire de la psychanalyse, entrée: « transfert », Paris, Références Larousse, 1993,  (ISBN 2-03-720222-9)
- Patrick Chemla, Janine Altounian, Fethi Benslama, Pierre Delion, Jean Oury et coll. Résistances et transferts. Enjeux cliniques et crise du politique, Eres, 2004,  (ISBN 2-749203295).
- Pierre Delaunay : Les Quatre Transferts, Fédération des ateliers de psychanalyse, 2011,  (ISBN 979-10-90643-00-0).
- Pierre Delion, « La constellation transférentielle », dans Pierre Delion, La constellation transférentielle, érès, collection : « Le Carnet Psy », 2022, p. 71-88, [lire en ligne], présentation sur le site de l'éditeur [lire en ligne]
- Paul Denis : Rives et dérives du contre-transfert, PUF, Coll. Fil rouge, 2010  (ISBN 2130585558).
- Horacio Etchegoyen : Fondements de la technique psychanalytique, Hermann, 2005,  (ISBN 270566517X)
- Robert Fliess : The Metapsychology of the Analyst, Psychoanalytic quartely, LXXVI, 2007
- Léon Grinberg, Qui a peur du (contre-)transfert? Transfert, contre-transfert et contre-identification projective dans la technique analytique. Traduit et préfacé par Jean-Michel Assan. Paris: Editions d’Ithaque, 2018.
- Daniel Lagache : L’Unité de la psychologie, 1949, Quadrige Presses universitaires de France, 5e édition, novembre 1997.
- Jean Laplanche et Jean-Bertrand Pontalis, Vocabulaire de la psychanalyse, Paris, P.U.F., coll. « Quadrige/PUF », 2007 (1re éd. 1967), 523 p. (ISBN 978-2-13-056050-0)
- Jean Laplanche, Problématiques V : Le baquet-transcendance du transfert, Paris, PUF, 1987,  (ISBN 2 13 040026 4) (Quadrige, 1998).
- Jean Laplanche, Nouveaux Fondements pour la psychanalyse, Paris, PUF, 1987,  (ISBN 2 13 040279 8) ; 2e éd. avec un Index général des "Problématiques", 1990,  (ISBN 2 13 046044 5); rééd.: PUF / Quadrige, 2008.
- Monique Lauret, Les accidents du transfert, Champ social, 2006.
- Jean-Michel Louka : De la notion au concept de transfert de Freud à Lacan, L'Harmattan, 2008. (ISBN 978-2-296-06998-5)
- Juan Pablo Lucchelli : Le Transfert, de Freud à Lacan, Presses universitaires de Rennes, 2009. [lire en ligne]
- Michel Neyraut: Le Transfert. Étude psychanalytique, PUF, 2004 (5e édition),  (ISBN 2130548016)
- Jean-Michel Porret : Temps psychique et transferts. Des structures névrotiques aux organisations limites, L'Harmattan 2000,  (ISBN 2738498558)
- Heinrich Racker : Transfert et contre-transfert. Études sur la technique psychanalytique, Leon Grinberg et Rebecca Grinberg (préface), Ed: Cesura Lyon, 2000,  (ISBN 2905709790)
- Élisabeth Roudinesco et Michel Plon, Dictionnaire de la psychanalyse, entrée: « Transfert », Fayard (maison d'édition) / La Pochothèque, Paris, 2011, (ISBN 978-2-253-08854-7)
- Harold Searles : Le Contre-transfert, 1979, Gallimard 1981. (Recueil d'articles), rééd. en poche-Folio 2005,  (ISBN 2070307123)
- Saverio Tomasella : Le Transfert. Pour qui me prenez-vous ?, Eyrolles, 2012,  (ISBN 978-2-212-55361-1).